# Otakar Štěpán Bačák
Otakar Štěpán Bačák (* 11. března 1967 Čeladná) je český politik, manažer a pedagog, od roku 2019 zastupitel a náměstek primátora Olomouce, člen hnutí spOLečně.

## Život
Narodil se v roce 1967 v Čeladné. Po studiu oboru železniční doprava na Vysoké škole dopravy a spojů v Žilině studoval také pedagogiku pro výuku ekonomiky na Univerzitě Mateja Bela v Banskej Bystrici, na které později vyučoval. Od roku 2001 žije trvale v Olomouci. Třináct let pracoval jako obchodně-ekonomický náměstek v Dopravním podniku města Olomouce. Působil také jako manažer pro logistiku ve společnosti RWE. Narodil se mu jeden syn a dvě dcery. Jeho oblíbené volnočasové aktivity jsou četba, turistika či kultura.

## Politická kariéra
V roce 2018 se stal členem tehdy nového komunálního hnutí spOLečně. V komunálních volbách v roce 2018 kandidoval na pátém místě kandidátní listiny hnutí. Zvolen nebyl, stal se nicméně pátým náhradníkem. Poté, co v květnu 2019 rezignoval jeho stranický kolega a náměstek primátora Pavel Hekela na mandát zastupitele města a následně jeho post odmítli obsadit čtyři náhradníci, se stal Bačák v červnu 2019 zastupitelem města a dne 17. června 2019 byl zvolen náměstkem primátora pro ekonomiku a rozpočet.
V komunálních volbách v roce 2022 byl poté jako lídr kandidátní listiny a kandidát na olomouckého primátora jako člen hnutí spOLečně zvolen zastupitelem města. V říjnu 2022 se stal prvním náměstkem primátora Miroslava Žbánka poté, co hnutí spOLečně utvořilo koalici s vítězným hnutím ANO a koalicí Pirátů a ProOlomouc. V rámci svého působení začal pracovat na ekonomickém odboru, odboru městské zeleně a odpadového hospodářství a na oddělení řízení a kontrolingu městských firem odboru strategie a řízení.